# Partula arguta
Partula arguta foi uma espécie de gastrópodes da família Partulidae.
Foi endémica da Polinésia Francesa.